# Jean-Jacques Aubert
Jean-Jacques Aubert (* 19. März 1958 in Neuenburg NE) ist ein Schweizer Althistoriker.

## Leben
Er studierte von 1976 bis 1981 Griechisch, Latein, mittelalterliches Französisch und römisches Recht an der Universität Neuenburg. Als Postgraduate an der New York University (1981–1982) und an der Graduate School an der Columbia University (1984–1991) und als Austauschwissenschaftler an der Harvard University (1987–1989) und an der Stanford University (1989) erwarb er die Abschlüsse M.A. (1986), MPhil (1987) und Ph.D. (1991). Er war Dozent an den Universitäten Neuenburg (1992–1993), Freiburg (1993–1996) und Lausanne (1993–1994). Seit 1996 ist er Professor an der Universität Neuenburg für Klassische Philologie und Alte Geschichte. In den USA lehrte er als Gastdozent an der University of Hawaiʻi at Mānoa (2004–2005, 2008) und an der University of Berkeley (2013).
Aubert forscht besonders zu römischem Recht, wirtschaftlichem, sozialem, rechtlichem, religiösem und kulturellem Leben der römischen Welt, Papyrologie, und lateinischer Epigraphik. Er ist verheiratet.
Seit 2016 ist er Präsident der Schweizerischen Akademie der Geistes- und Sozialwissenschaften.

## Schriften
- Business managers in ancient Rome. A social and economic study of institores, 200 B.C. – A.D. 250 (= Columbia studies in the classical tradition Band 21). Brill, Leiden u. a. 1994, ISBN 90-04-10038-5 (zugleich Dissertation, Columbia 1991).
- als Herausgeber mit Roger S. Bagnall und Dirk Obbink: Columbia papyri X. Amer Society of Papyrologists, Atlanta 1996, ISBN 0-7885-0275-1.
- als Herausgeber mit Folker Siegert und Jacques De Roulet: Prédications synagogales, Pseudo-Philon (= Sources chrétiennes Band 435). Édition du Cerf, Paris 1999, ISBN 2-204-06262-6.
- als Herausgeber mit Adriaan Johan Boudewijn Sirks: Speculum iuris. Roman Law as a Reflection of Economic and Social Life. Univ. of Michigan Press, Ann Arbor 2002, ISBN 0-472-11251-1.
- als Herausgeber mit Pierre Cochand, Pascal Singy und Christian Verdon: Identité plurielle, pluralité des identités. Conférences et débats du colloque scientifique et universitaire du 12 juin 2002 (= Recueil de travaux Band 52). Univ. de Neuchâtel, Genève 2003, ISBN 2-600-00937-X.
- als Herausgeber mit Zsuzsanna Várhelyi: A Tall Order. Writing the Social History of the Ancient World. Essays in Honor of William V. Harris (= Beiträge zur Altertumskunde Band 216). K. G. Saur, München u. a. 2005, ISBN 3-598-77828-7.